# Mimohippopsis inaequalis
Mimohippopsis inaequalis là một loài bọ cánh cứng trong họ Cerambycidae.